# Arrhopalites subbifidus
Arrhopalites subbifidus is een springstaartensoort uit de familie van de Arrhopalitidae. De wetenschappelijke naam van de soort is voor het eerst geldig gepubliceerd in 1954 door Trave, Gadea & Delamare.